# Jean Chastellain
Pour les articles homonymes, voir Chastellain.
Jean Chastellain (1490-1541) est un maître-verrier de la Renaissance française.

## Biographie
Ce maître-verrier apparaît la première fois dans les chantiers royaux de la chapelle de Fontainebleau et à Villers-Cotterêts en 1527. Il travaillait sur ces chantiers en concurrence avec Jean de La Hamée qui avait été reçu maître en 1526 et qui a obtenu des commandes pour Fontainebleau, Villers-Cotterêts et le château de Madrid entre 1528 et 1535. Il est mort en 1562. Nicolas Beaurain a succédé à Jean Chastellain après sa mort, fin 1541, auprès des Bâtiments du roi, et a réalisé les verrières de la Sainte-Chapelle de Vincennes.
Il réalise des vitraux pour l’Église Saint-Germain-l'Auxerrois et l'église Saint-Étienne-du-Mont à Paris, ainsi que de nombreux autres vitraux dont La Sagesse de Salomon de l’église Saint-Gervais-Saint-Protais toujours à Paris. Aujourd’hui on peut voir également plusieurs de ses vitraux au musée national de la Renaissance. Il faut souligner que ses modèles ou cartons ont été parfois repris à plusieurs reprises.
Jean Chastellain a reçu commande en 1528 pour des travaux au château de Chantilly par la famille de Montmorency.
Pour donner à Jean Chastellain la réalisation des vitraux jusque-là attribués au "Maître de Montmorency", il a fallu distinguer un Jean Chastellain jeune influencé par l'école flamande ou allemande, et Jean Chastellain de la maturité influencé par les écoles française et italienne, surtout par Raphaël.
Après sa mort, l'activité de son atelier continue avec Laurent Marchant, qui a épousé sa veuve en 1543.

## Œuvres
Une trentaine d'œuvres lui ont été attribuées.
Si pour certaines œuvres le nom de Jean Chastellain apparaît dans des contrats, pour d'autres, l'attribution a été faite par comparaison stylistique. Jean Lafond lui a attribué le vitrail de la Prière de la Cananéenne de la cathédrale de Bayonne, et le vitrail de l'Incrédulité de saint Thomas dans l'église Saint-Aspais de Melun. Des fragments de vitraux représentant des scènes de la vie du Christ se trouvant au musée d'Écouen lui sont attribués. Les attributions sont délicates car il travaillé à partir de cartons qui ont été réalisés par des peintres ayant des styles différents. Noël Bellemare est cité dans le contrat pour la rose sud de l'église Saint-Germain-l'Auxerrois de Paris.
Les historiens d'art ont fait des rapprochements stylistiques entre les verrières Renaissance de la collégiale Saint-Martin de Montmorency, de l'église Saint-Martin de Triel-sur-Seine, de la chapelle de la Vierge de l'église Saint-Gervais-Saint-Protais de Paris, de l'église Saint-Aspais de Melun de l'église Saint-Pierre et Saint-Paul de Ferrières-en-Gâtinais en attribuant les cartons à peintre d'origine flamande actif à Paris. Pour la collégiale de Montmorency, on a donné à ce peintre le nom de convention de "Maître de Montmorency". Guy-Michel Leproux a proposé le nom de Gaultier ou Gauthier de Campes, originaire de Bruges mais avec des membres de cette famille à Tournai, installé à Paris avant 1500 qui aurait fourni les cartons des vitraux réalisés par Jean Chastellain et son atelier. Gauthier de Campes a aussi fourni des cartons pour des tapisseries. 

### Église Saint-Merry de Paris
- Fragments de la verrière de la Vie de sainte Agnès, vers 1510.

### Église Saint-Gervais-Saint-Protais de Paris
- cinq vitraux de la Vie de la Vierge, datés de 1517.
- vitrail de la Sagesse de Salomon, en 1531

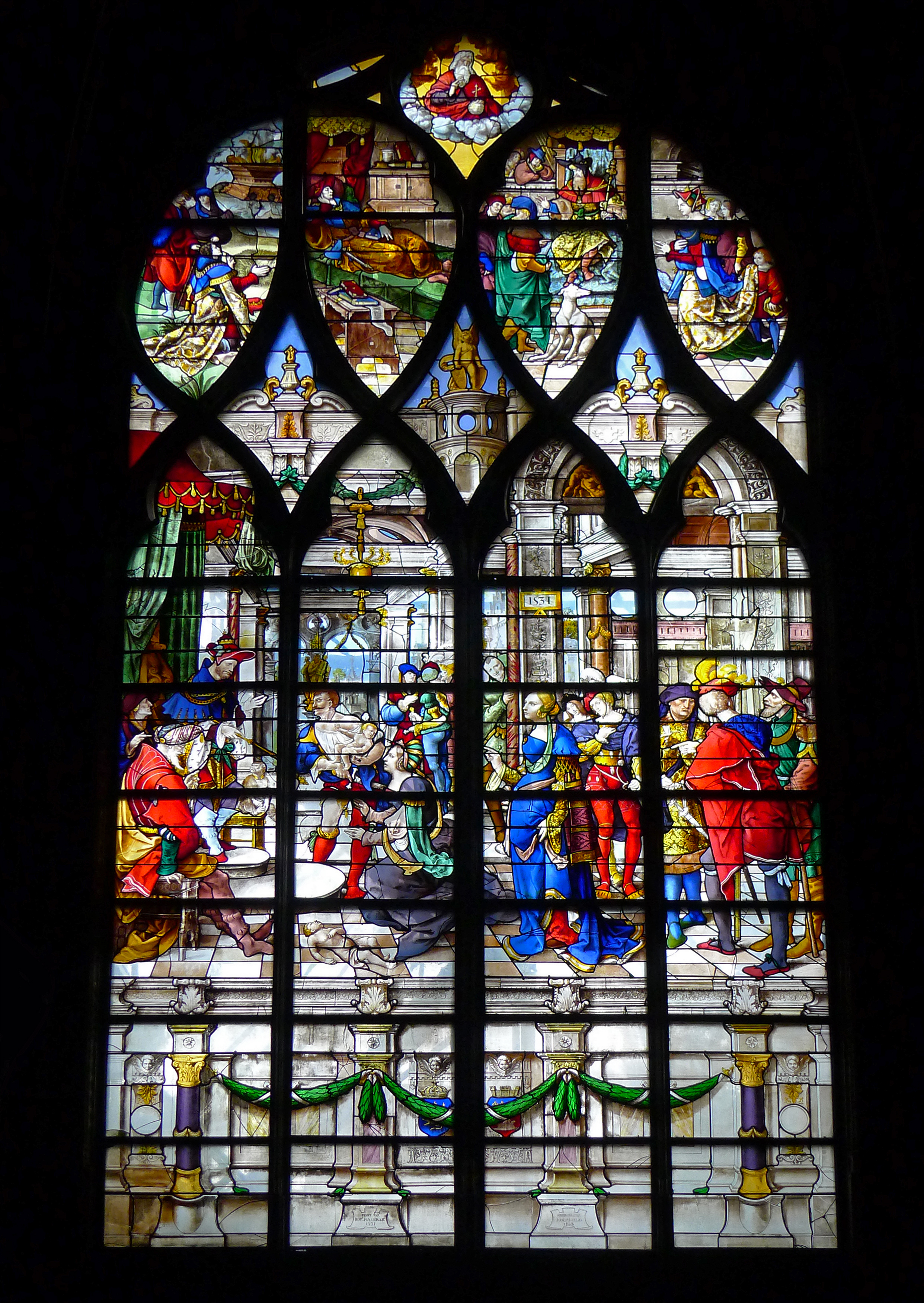
Vitrail complet
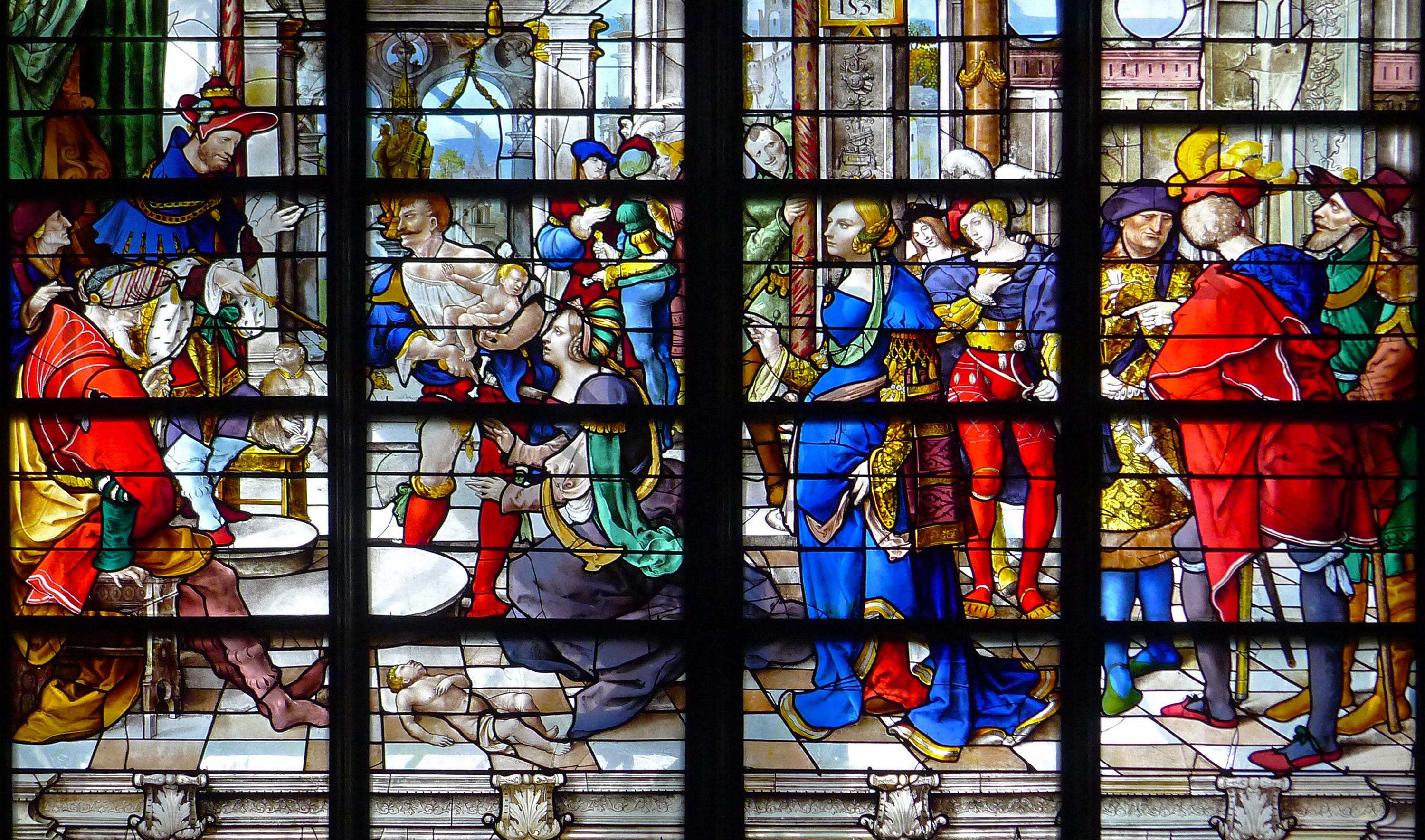
Partie centrale : jugement de Salomon

### Cathédrale de Bayonne
- vitrail de la Prière de la Cananéenne, en 1531.

### Église Saint-Aspais de Melun
- vitrail de l'Incrédulité de saint Thomas dans le registre supérieur d'une verrière, en 1532[8].

### Église Saint-Germain-l'Auxerrois
- Rose sud du Saint-Esprit, commandé le 18 septembre 1532 par Antoine Le Viste et Charlotte Briconnet, son épouse, sur un carton du peintre Noël Bellemare[9] ;
- vitrail de l'Incrédulité de saint Thomas dans le transept, en 1533, commandé par le général des finances Antoine Bohier[9].

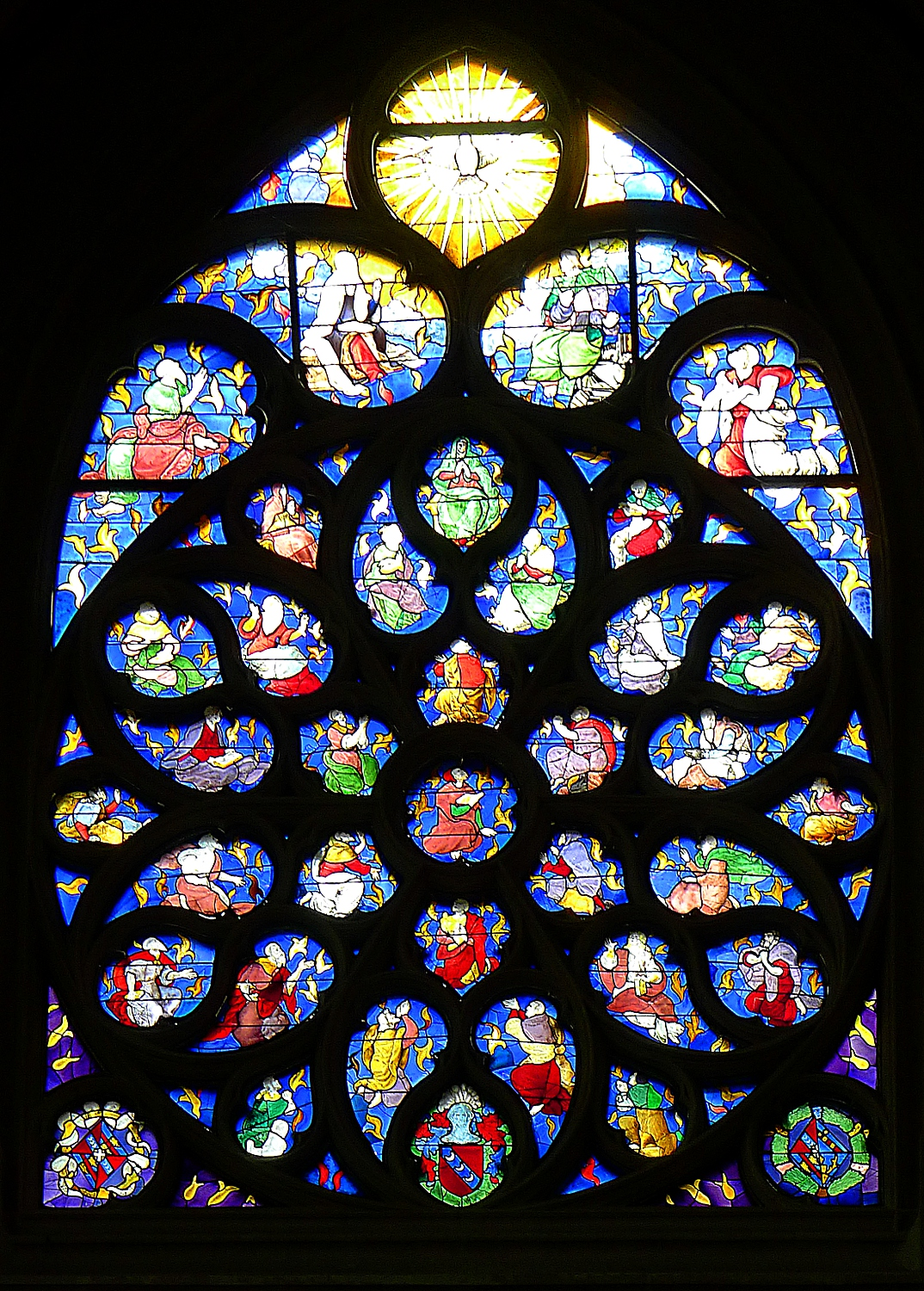
Église Saint-Germain-l'Auxerrois, rose méridionnale La Pentecôte (XVIe siècle).
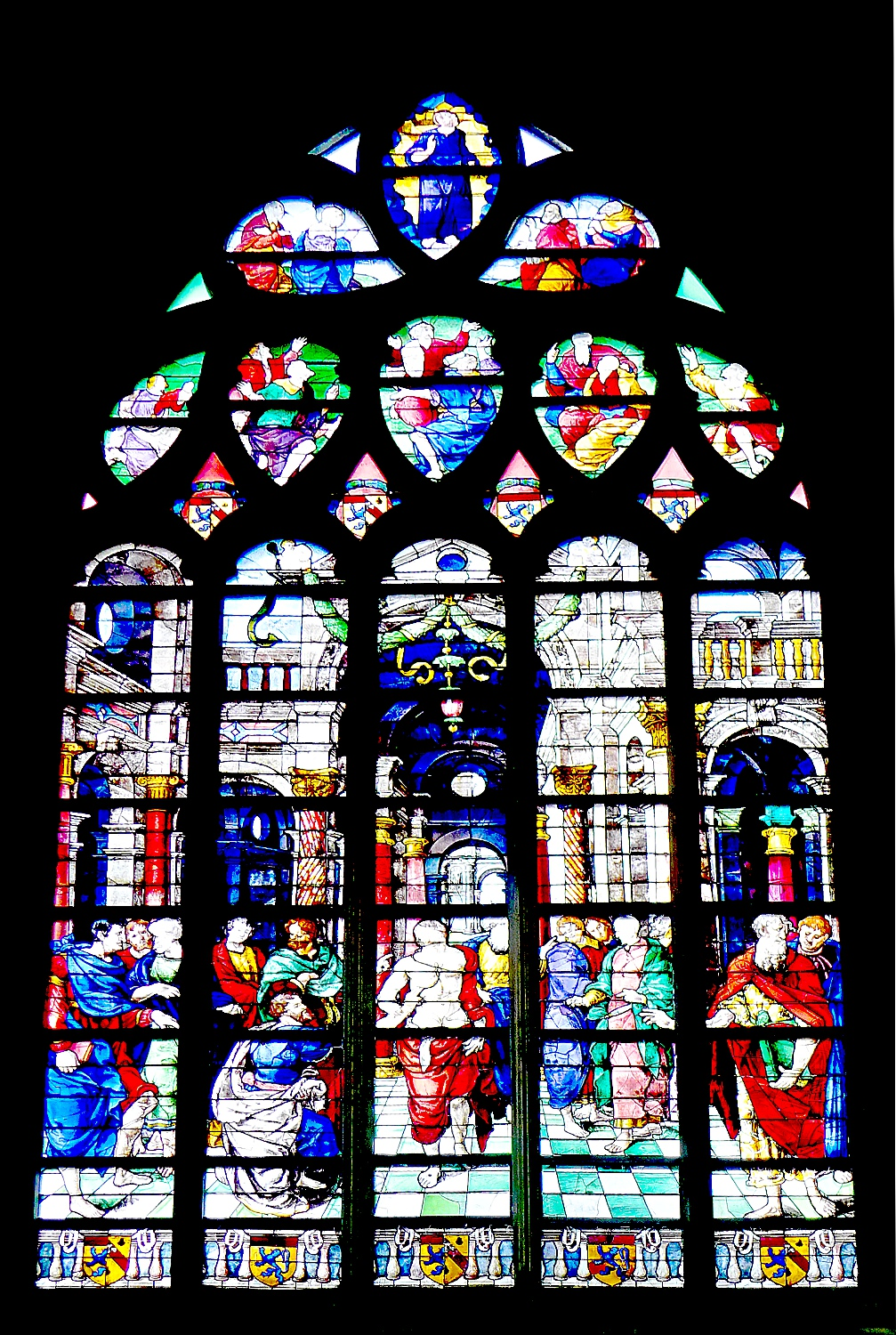
L'Incrédulité de saint Thomas.

### Église Saint-Jean-Baptiste de Nemours
- vitrail du Baptême du Christ, vers 1530-1535
- vitrail de l'Offrande des reliques de saint Jean-Baptiste dont la partie basse a été refaite en 1860.

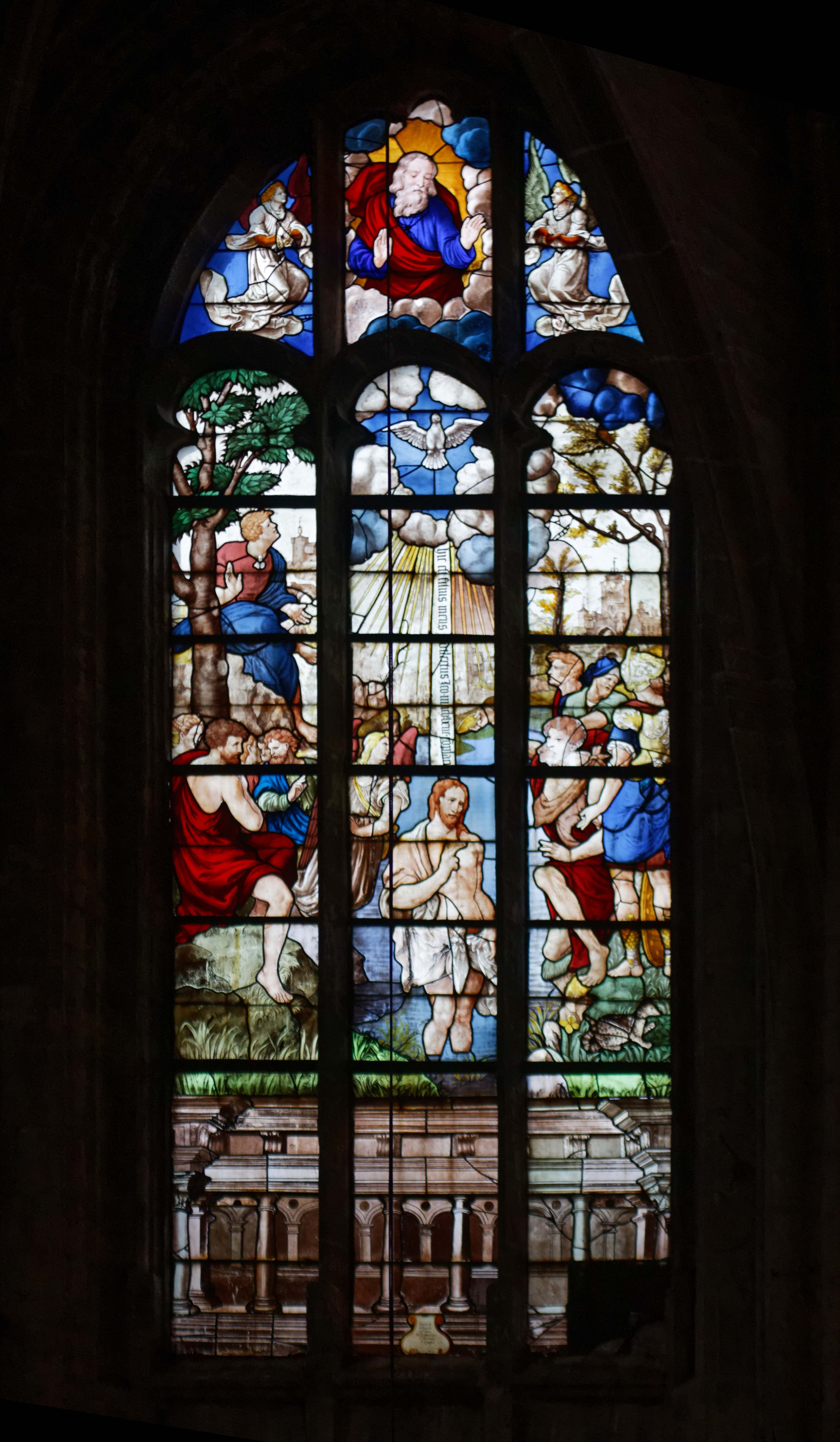
Baptême du Christ
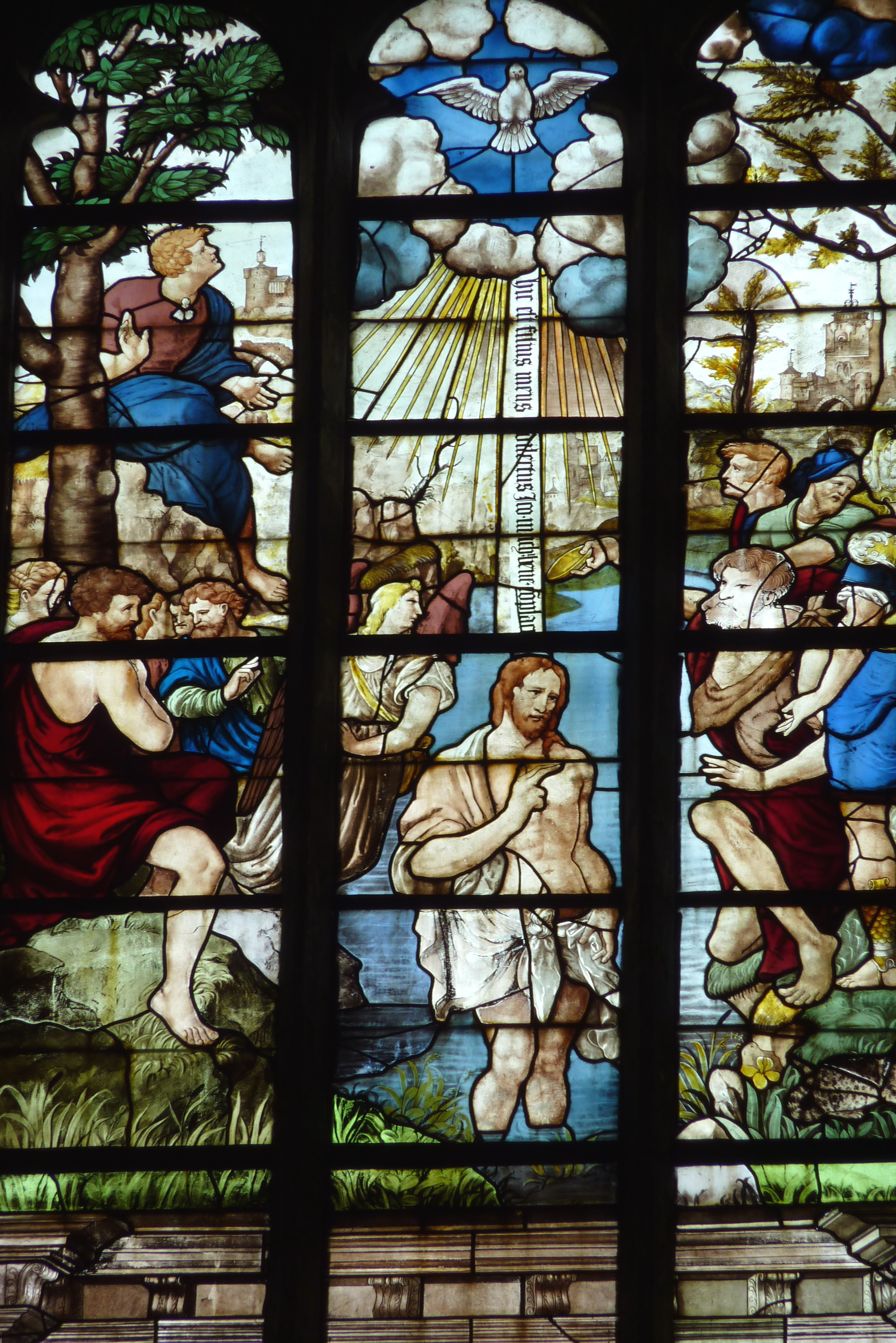
Baptême du Christ. Détail
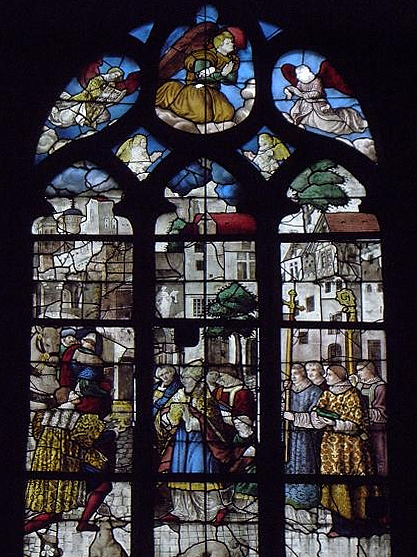
Offrande des reliques de saint Jean-Baptiste

### Église Saint-Merry
Verrières de la vie de saint Pierre. Une bonne partie des vitraux de l'église a été démontée à la demande des fabriciens au XVIIIe siècle. Prosper Lafaye a tenté de restaurer les scènes entre 1847 et 1870. Certaines verrières ont été fortement restaurées par Prosper Lafaye. Certaines têtes datant de l'origine semblent avoir été réalisées en s'inspirant de Raphaël :
- verrière du Baptême des nouveaux croyants (baie 110), vers 1540
- verrière de l'Arrestation des apôtres (baie 112)
- verrière de la prédication de saint Pierre (baie 114)

### Église Saint-Étienne-du-Mont
- Le chœur de l'église Saint-Étienne est entièrement vitré entre 1540 et 1542. Jean Chastellain a reçu la commande par l'évêque d'Avranches Robert de Sénat du vitrail du Saint-Nom de Jésus de la baie no 101 le 2 août 1540, toujours en place. Jean Chastellain a reçu la commande la fenêtre adjacente du côté nord ainsi que deux vitraux pour l'une des chapelles. La mort de Jean Chastellain à la fin de l'année 1541 ne lui a pas permis de réaliser les vitraux de cette dernière commande.
- Il aurait réalisé la verrière de la légende de Saint-Claude (baie 107)[10]